# Par cilvēcīgu Latviju
Für ein humanes Lettland (lettisch Par cilvēcīgu Latviju), gegründet als Politiskā partija „KPV LV“, ist eine populistische, rechtskonservative und EU-skeptische Partei in Lettland. Die Abkürzung „KPV“ war abgeleitet vom Slogan Kam pieder valsts?, was mit „Wem gehört der Staat?“ übersetzt werden kann.

## Geschichte
Die Partei wurde am 3. Mai 2016 von Artuss Kaimiņš, einem ehemaligen Schauspieler und Abgeordneten der Saeima aus der Partei der Regionen Lettlands, gegründet, der seit dem Dezember 2015 parteilos war. Bei der Parteigründung forderte er einen neuen Gesellschaftsvertrag zwischen den Steuerzahlern und der Regierung, durch den die Bürger Rechte erhalten, die Regierenden hingegen verpflichtet werden sollten (bislang sei es laut Kaimiņš umgekehrt). Die Partei wolle sich für mehr Demokratie und Rechtsstaatlichkeit einsetzen. Während die Partei „Wem gehört der Staat?“ ursprünglich noch KPV hieß, wurde sie am 21. Juni 2016 in KPV LV umbenannt, da bereits eine andere Vereinigung namens KPV registriert war.

Parteilogo im Wahljahr 2018

Parteilogo vor der Umbenennung

Aldis Gobzems wurde als Spitzenkandidat der KPV LV für die Parlamentswahl 2018 aufgestellt. Die Partei wurde bei dieser Wahl mit 14,3 % der Stimmen und 16 der 100 Sitze in der Saeima auf Anhieb zweitstärkste Kraft. Seit Januar 2019 war sie Teil der Koalitionsregierung unter Krišjānis Kariņš. In dessen Kabinett stellte die KPV LV drei Minister: Ralfs Nemiro / Jānis Vitenbergs (Wirtschaft), Sandis Ģirģens (Innen) und Ramona Petraviča (Soziales). Allerdings stützten nur elf der 16 Abgeordneten die Regierung, fünf Abgeordnete stimmten mit der Opposition.
Aufgrund der anhaltenden Spannungen in Partei und Fraktion wurde daraufhin Aldis Gobzems im Februar 2019 aus beiden ausgeschlossen. In den folgenden Monaten wurden zahlreiche weitere Abgeordnete aus der Fraktion ausgeschlossen oder verließen diese freiwillig. Darunter befanden sich auch prominente Parteimitglieder, wie der ehemalige Präsidentschaftskandidat Didzis Šmits oder der Mitbegründer Artuss Kaimiņš. Dem damit verbundenen Niedergang und den niedrigen Umfragewerten versuchte man durch einen Wechsel beim Führungspersonal und die Umbenennung in Par cilvēcīgu Latviju (Für ein humanes Lettland) gegenzusteuern. Im März 2021 wurde die Parlamentsabgeordnete Ieva Krapāne zur neuen Vorsitzenden gewählt. Nach dem Parteiaustritt von Jānis Vitenbergs und einigem Hin und Her um seine Abberufung als Minister wurde die Partei im Juni 2021 aus der Regierung ausgeschlossen. Im August 2021 wurde ein neuer Tiefpunkt erreicht, als der Fraktionsstatus im Parlament nur noch dadurch gehalten werden konnte, dass man eine Fraktionsgemeinschaft mit den ehemaligen Mitgliedern Aldis Gobzems und Katrina Sprūde bildete. Nach kurzer Amtszeit trat im Oktober 2021 auch Ieva Krapāne von ihrem Posten als Parteivorsitzende zurück und aus der Partei aus. Bei der Parlamentswahl 2022 blieb Par cilvēcīgu Latviju weit unter der 5%-Hürde und schied somit aus dem Parlament aus.

## Politisches Profil
Im Wahlkampf 2018 stellte die Partei die bisherige politische Elite als korrupt, elitär und am eigenen Machterhalt interessiert dar. Die Mehrheit der Bevölkerung sei hingegen in Armut und Hoffnungslosigkeit gefangen. Ihr Spitzenkandidat Gobzems bediente sich im Wahlkampf auf Facebook veröffentlichter Videos, in denen er Behörden und Medien vorwarf, gemeinsame Sache beim Vertuschen von Skandalen zu machen. Artuss Kaimiņš ging oft mit einer kleinen Videokamera in Ausschuss- und Plenarsitzungen und übertrug die Aufnahmen live über das Internet. Etablierten Medienvertretern, vor allem des öffentlichen Rundfunks, warf er Abgehobenheit und Herablassung vor und drohte, diese persönlich entlassen zu wollen.
Die Anhängerschaft von PCL (vormals KPV) besteht vorwiegend aus jüngeren, lettischsprachigen Männern. Der Journalist Ivo Leitāns vom lettischen öffentlich-rechtlichen Rundfunk LSM ordnete KPV LV der „populistischen Welle“ in Europa, der Türkei (Erdoğan) und den USA (Donald Trump) zu. Flora Mory, Korrespondentin des Standard, verglich die Partei mit der italienischen Fünf-Sterne-Bewegung.

## Wahlergebnisse
| Jahr | Stimmen | Anteil | Mandate | Platz |
| ---- | ------- | ------ | ------- | ----- |
| 2018 | 120.264 | 14,3 % | 16/100  | 2.    |
| 2022 | 2.985   | 0,3 %  | 0/100 1 | 17.   |

| Jahr | Stimmen | Anteil | Mandate | Platz |
| ---- | ------- | ------ | ------- | ----- |
| 2019 | 4.362   | 0,9 %  | 0/8     | 10.   |